# Богдан (област Пловдив)
 За другото българско село вижте Богдан (Област Добрич).  
Богдан е село в Южна България. То се намира в община Карлово, област Пловдив и е наречено на Богдан войвода.

## География
Село Богдан се намира в планински район, в долината на един от притоците на Стряма, идващ от склоновете на Средна гора, откъдето и идва старото му име Дерелий. Най-забележителното последствие от това географско разположение е фактът, че селото е значително по-дълго отколкото широко, точещо се в продължение на повече от 3 км, но на места 15 къщи широко.

## История
Най-ранното селище, което е регистрирано в землището на с. Богдан е разположено северно от него. То е обитавано през ранната бронзова епоха или първата половина на 3-то хил. пр.н.е. Проучването на обекта е в начален етап, но има две сигурни нива на обитаване с регистрирани на терен на няколко пещи или огнища, както и ями. Керамиката от селището е характерна за култура Юнаците, но сред нея се отриват и фрагменти, характерни за Северозападна България. Проучванията продължават.
Старото (турско) име на Богдан е Дерели, известно от разказа на Иван Вазов „На лов в Дерелий“. През турското владичество по-голямата част от селото, около реката, е било населено с турско население, а българската махала е била в по-недостъпната част на селото по склоновете на Средна гора. Сега от българската махала е останала само старата църква и развалините на земеделското училище. До 1969 г. е  запазена кулата жилище на Измирлиите от последната четвърт на XVIII век, по-известна измежду богданци с названието си „Бинъта“ (от турската дума „бинъ“-т.е. сграда). Сградата е интересна и като архитектура, и като историческа забележителност, тъй като в нея са се крили при кърджалийските размирици както беят (известен като Измирлият – т.е. произхождащ от гр. Измир в дн. Турция), на когото принадлежала, така и местното турско и българско население. В размирната 1876 г. пак в Измирлиевата кула било събрано българското население на Дерелий от главореза и унищожителя на Клисура – Тосун бей, за да бъде изклано, но българите успели да изпратят съобщение по свой съселянин турчин до мютесарифа в Карлово, който с куриер изпратил писмо до Тосуна, в което писмо го заплашил със съд и присъда, ако падне и един косъм от главата на дерелийци. Заплахата на мютесарифа подействала, въпреки че Тосун лично убил един дерелиец, някой си дядо Нешо, с когото имал лична вражда, но другите не посмял да ги пипне и ги пуснал да си идат по домовете. Турското население на селото се изселва окончателно и изцяло в пределите на Османската империя веднага след Съединението, като разпродава имотите си, които дерелийци изкупуват.
От Богдан е единственият турчин опълченец Али Рефик, взел участие и в боевете на връх Шипка и получавал поборническо-опълченска пенсия след Освобождението, паметна плоча на когото има поставена в парка на центъра на селото.
При избухването на Балканската война в 1912 година 4 души от Дерелии са доброволци в Македоно-одринското опълчение.
В 1934 година селото е преименувано на Богдан.

## Културни и природни забележителности
Селото е немалко, разполага с читалище (вкл. малък музей), библиотека, като при тоталитаризма дори има и киносалон. Традиционните маслодайни култури все още са широко застъпени и около селото могат да се намерят много розови градини, някои запуснати. Има и лозови масиви, от които се правят някои много ароматни вина и ракии. Малко над селото се намира местността „Казанчето“, любима дестинация на местното население през лятото, включваща малък водопад и серия вирчета за къпане. От селото тръгва и официалният път за хижа Богдан, но той отдавна не е в добро състояние и не е достъпен за леки автомобили. От Богдан тръгва и пътят за (хижа) „Средногорец“, която е една от малкото работещи и поддържани хижи в Средна гора, и любимо място за отдих и през летния, и през зимния период. Хижата разполага с всичко необходимо за добра почивка. Използва се и за ловни излети на много дружинки.
Селото разполага и с един от най-разнообразните паркове в страната, като в парка на Богдан има растителни и дървесни видове, които трудно могат да бъдат открити на друго място заедно.

## Редовни събития
В селото се спазват старите традиции – по коледните празници има групи коледари, по новогодишните — сурвакари. Кукерите са неизменна част от празниците по Сирни Заговезни, а лазарки пеят за здраве на Лазаровден. До 2004-2005 година в селото има ансамбъл за народни танци, който пази традициите и е гордост за селото.
В Богдан съществува традицията в нощта преди Гергьовден почти цялото село да ходи „на бук“, т.е. хората излизат в гората и събират букови клонки, които сутринта окачват на портите на селото. Традиция на Богоявление да се събира местното население за хвърляне на кръста.

## Други
От селото Богдан е единственият турчин опълченец Али Рефик в редовете на Българското опълчение по време на Руско-турската Освободителна война (1877 – 1878). В центъра на селото има паметна плоча на този опълченец. Тя се намира до Читалището.

### Кухня
От кулинарните забележителности на село Богдан най-известна е т.нар. анасонлийка. Това е природен еликсир, който се приготвя от гроздови джибри, двойно преварени с добавки на анасоново семе и в чист вид е с алкохолно съдържание от порядъка на 60 – 65 градуса. Точните пропорции на отделните съставки се пазят ревниво от майсторите на казана в селото.

## Галерия
- Кметство Богдан
- Паметникът на Пенчо Дворянов и загинали антифашисти. Вляво на паметника възпоменателни плочи на загиналите богданци във войните.
- Читалището
- Здравната служба в Богдан
- Паркът
- Църквата
- Пенсионерски клуб